# المسيحية في ترانسنيستريا

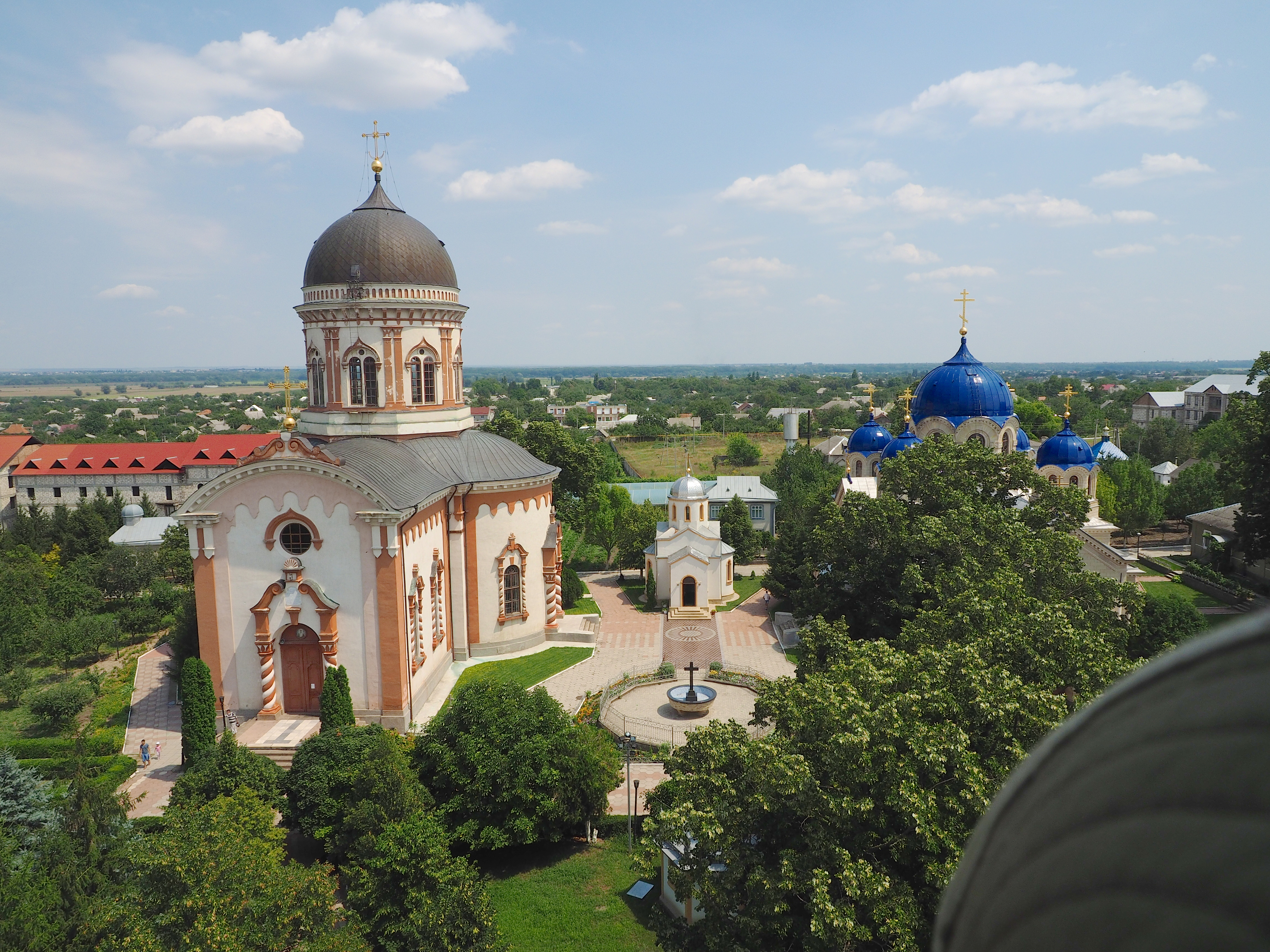
دير نول نيامتس ويقع تحت سيطرة سلطات جمهورية ترانسنيستريا.

المسيحية في ترانسنيستريا هي الديانة السائدة والمهيمنة، ويشكل أتباعها أكثر من 95% من السكان. وتشير الإحصائيات الرسميَّة لعام 2012 أن حوالي 91% من سكان جمهورية ترانسنيستريا هم مسيحيين على مذهب الكنيسة الأرثوذكسية الشرقية، وحوالي 4% من السكان مسيحيين على المذهب الكاثوليكي. يعيش أغلب الرومان الكاثوليك أساسًا في شمال ترانسنيستريا، حيث تعيش أقلية بولندية بارزة. ويتوزع الأرثوذكس في البلاد بين الكنيسة الروسية الأرثوذكسية والكنيسة المولدافية الأرثوذكسية بحسب أصولهم العرقيَّة.
تدعم حكومة ترانسنيستريا في عمليات ترميم وبناء الكنائس الأرثوذكسيَّة الجديدة. وتؤكد أن الجمهورية تكفل حرية الدين وتذكر الحكومة أنّ هناك 114 معتقد وتجمع ديني مسجلة رسميًا. ومع ذلك، في الآونة الأخيرة مثل حالة في عام 2005، قامت الحكومة في عقبات تسجيل بعض الجماعات الدينية، ولا سيما شهود يهوه. في عام 2007، أدانت شبكة البث المسيحية ومقرها الولايات المتحدة اضطهاد البروتستانت في ترانسنيستريا.